# Ilex renae
Ilex renae är en järneksväxtart som beskrevs av S. Andrews. Ilex renae ingår i släktet järnekar, och familjen järneksväxter. Inga underarter finns listade i Catalogue of Life.